# João Braz de Aviz
João Braz de Aviz (24 de abril de 1947, Mafra), es un cardenal brasileño, prefecto emérito del Dicasterio para los Institutos de Vida Consagrada y las Sociedades de Vida Apostólica. Pertenece al movimiento de los Focolares.

## Biografía

### Formación
Estudió teología en Roma, donde obtuvo la licenciatura en la Pontificia Universidad Gregoriana y el doctorado en la Pontificia Universidad Lateranense.

### Sacerdote
Recibió la ordenación sacerdotal el 27 de noviembre de 1972, incardinado en la diócesis de Apucarana. 

## Episcopado

### Obispo auxiliar de Vitória
Juan Pablo II lo nombró obispo titular de Flenucleta y auxiliar de la archidiócesis de Vitória el 6 de abril de 1994; recibió la ordenación episcopal el 31 de mayo del mismo año.

### Obispo de Ponta Grossa
El papa lo nombró obispo de Ponta Grossa el 12 de agosto de 1998.  

### Arzobispo de Maringá
Fue nombrado arzobispo de Maringá el 17 de julio de 2002. 

### Arzobispo de Brasilia
Fue traslado a la sede de Brasilia el 28 de enero de 2004.

## Cardenalato
Benedicto XVI lo nombró Prefecto de la Congregación para los Institutos de Vida Consagrada y las Sociedades de Vida Apostólica el 4 de enero de 2011.
Benedicto XVI lo proclamó cardenal en el Consistorio del 18 de febrero de 2012 bajo la Diaconía de Sant'Elena fuori Porta Prenestina.
Participó en el cónclave de 2013 en el que fue elegido el papa Francisco.
El 4 de enero de 2016 fue confirmado como prefecto de la Congregación para los Institutos de Vida Consagrada y las Sociedades de Vida Apostólica donec aliter provideatur.
El 7 de febrero de 2017 fue confirmado como miembro del Pontificio Comité para los Congresos Eucarísticos Internacionales  in aliud quinquennium.
El 23 de mayo de 2017 fue confirmado como miembro de la Congregación para el Clero in aliud quinquennium.
El 28 de agosto de 2018 fue nombrado miembro del Dicasterio para los Laicos, la Familia y la Vida ad quinquennium.
El 16 de diciembre de 2018 fue confirmado como miembro de la Congregación para los Obispos in aliud quinquennium.
El 22 de junio de 2021 fue confirmado como miembro de la Congregación para la Educación Católica ad aliud quinquennium.
El 22 de febrero de 2022 fue confirmado como miembro de la Congregación para el Clero usque ad octogesimum annum aetatis.
El 4 de marzo de 2022, durante un Consistorio presidido por el papa Francisco, fue promovido a la Orden de los Presbíteros manteniendo la Diaconía elevada pro hac vice a título cardenalicio.
Tras la entrada en vigor de la constitución apostólica Praedicate evangelium el 5 de junio de 2022 pasó a ser Prefecto del Prefecto del Dicasterio para los Institutos de Vida Consagrada y las Sociedades de Vida Apostólica.
El 28 de junio de 2023 fue nombrado miembro del Dicasterio para el Culto Divino y la Disciplina de los Sacramentos, usque ad octogesimum annum aetatis et durante munere.
El 16 de diciembre de 2023 fue confirmado como miembro del Dicasterio para los Obispos usque ad octogesimum annum aetatis.
El 6 de enero de 2025 cesó como prefecto del Dicasterio para los Institutos de Vida Consagrada y las Sociedades de Vida Apostólica.

## Sucesión
| Predecesor: Franc Rodé                     | Prefecto de la Congregación para los Institutos de Vida Consagrada y las Sociedades de Vida Apostólica 4 de enero de 2011 – 6 de enero de 2025 | Sucesor: Simona Brambilla          |
| Predecesor: Peter Poreku Dery              | Cardenal diácono de Sant'Elena fuori Porta Prenestina 18 de febrero de 2012 - ...                                                              | Sucesor: en el cargo               |
| Predecesor: José Freire Falcão             | Arzobispo de Brasilia 28 de enero de 2004-4 de enero de 2011                                                                                   | Sucesor: Waldemar Passini Dalbello |
| Predecesor: Murilo Sebastião Ramos Krieger | Arzobispo de Maringá 17 de julio de 2002-28 de enero de 2004                                                                                   | Sucesor: Anuar Battisti            |
| Predecesor: Murilo Sebastião Ramos Krieger | Obispo de Ponta Grossa 12 de agosto de 1998-17 de julio de 2002                                                                                | Sucesor: Sérgio Arthur Braschi     |